# ترکه‌داری
ترکه‌داری یکی از روستاهای استان آذربایجان شرقی است که در دهستان قوری‌گل بخش مرکزی شهرستان بستان‌آباد واقع شده‌است.این روستا ۷۷۱ نفر جمعیت دارد.
این روستا با مردمی مهمان دوست و تلاشگر یکی از زیباترین روستاهای آذربایجان هست
مردم این روستا اغلب دامدار و کشاورز و قالی بافند